# 日本とエルサルバドルの関係
本稿では、日本とエルサルバドルの関係（にほんとエルサルバドルのかんけい、スペイン語: Relaciones entre Japón y El Salvador、英語: Japan–El Salvador relations）について述べる。両国は共にアジア中南米協力フォーラム(FEALAC)に加盟している。
エルサルバドルは狭隘な地形と資源の乏しさ、勤勉な国民性から、「中米の日本」という呼び名がついている。

## 歴史

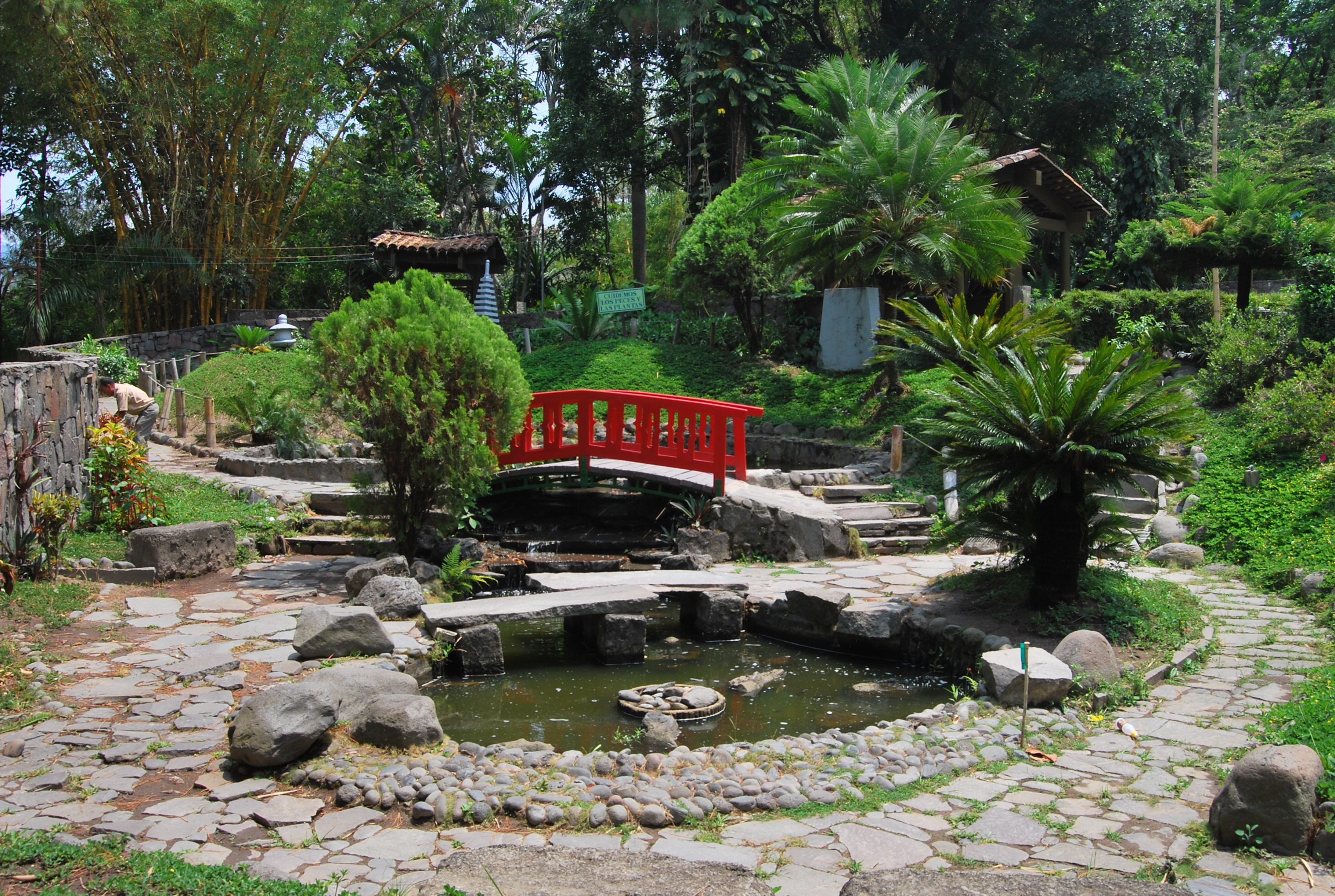
サブロー・ヒラオ公園の日本庭園

日本は革命を起こしたマクシミリアーノ・エルナンデス・マルティネスが率いる政権を支持した関係から、1934年エルサルバドルは満州国を日本に次いで2番目（国際連盟加盟国では初）に承認。1935年、堀義貴初代駐エルサルバドル日本公使が着任し、正式に日本との間で外交関係が成立した。
戦後1952年5月6日に国交を回復すると、1956年には日本の大手紡績会社だった呉羽紡績（現東洋紡）の平生三郎がエルサルバドルの実業家と組み、第二次世界大戦後における日本企業初の海外進出工場を実現させた。また1966年には親会社の合併に伴いユサ社が誕生する。エルサルバドルに尽力した平生に対し死後、エルサルバドル政府によってサンサルバドルに日本庭園や植物園を持つ約5万m2のサブロー・ヒラオ公園が建設された。また海外初のトヨタ自動車販売店が開設されたのもエルサルバドルである。
1970年10月3日、3度目の訪日中であったフィデル・サンチェス・エルナンデス大統領は、佐藤栄作首相との会談後に帝国ホテルで単独記者会見を開き、冒頭発言で次のように述べて日本とエルサルバドルの類似点を指摘した。
日本とサルバドルは非常に似ておりまして、たとえば人口密度も高く、――サルバドルは人口密度がアメリカ大陸中で一番高い――自然資源というものにはめぐまれておりませんので、日本と同じように一層サルバドルの発展のために寄与するのは人間であります。そういう意味からも日本が今まで通ってきた過程というものに興味をもち、日本のようにわれわれもそういう方向をとって発展することが一番よい方法と思っております。
しかし、1978年に日本企業とエルサルバドル政府が合同出資した企業であるINSINCA社の社長が武装ゲリラに誘拐・殺害され、同年の暮れには同社の別の役員が誘拐される事件が発生するなどし、1980年から1992年までの12年間大使館が閉鎖される。

## 経済協力・貿易
日本は2015～16年平均で1238万ドルを援助している。これは同国への援助額としては5番目である。
日本からエルサルバドルへの輸出は約146億円、エルサルバドルから日本への輸出は約21.6億円である。日本からエルサルバドルへは自動車、鉄鋼製品などを、エルサルバドルから日本へはコーヒー、衣類などを輸出している。
2019年現在、在エルサルバドル日本人は142人、2021年現在、在日エルサルバドル人は150人である。

## 公式訪問
日本の皇族、および首相によるエルサルバドル訪問
- 皇族常陸宮・同妃(2005)
- 皇族眞子内親王(2015、外交関係樹立80周年，日・中米交流年)

エルサルバドルの大統領による日本訪問
- アルフレッド・クリスティアーニ（英語版）大統領(1990、平成時代の天皇即位の礼)
- アルフレッド・クリスティアーニ大統領(1993）
- アルマンド・カルデロン（英語版）大統領(1997)
- アントニオ・サカ大統領(2006)

## 在外公館・外交使節
- 在エルサルバドル日本大使館 - サンサルバドル[9]
- 駐日エルサルバドル大使館 - 東京[10]

### 駐日エルサルバドル大使
- ワルテル・ベネケ（スペイン語版、英語版）（1961～1966年）
- ホセ・サルバドル・ハウレギ・ブリスエラ（1966～1971年）
- ワルテル・ベネケ（再任、1972～1976年、信任状捧呈は9月20日[11]）
- グレゴリオ・コントレラス（1976年～）
- エルネスト・アリエタ・ペラルタ（1989年以前[12]～1990年[13]）
- マイノール・ヒル[14]（1990～1998年、信任状捧呈は10月12日[15][16]）
- ホセ・リカルド・パレデス・オソリオ（1999～2010年、信任状捧呈は7月26日[17][18]）
- （臨時代理大使）マルタ・リディア・セラヤンディア・シスネロス（2010～2011年）
- マルタ・リディア・セラヤンディア・シスネロス（臨時代理大使と同一人物、2011～2020年、信任状捧呈は9月6日[19]）
- （臨時代理大使）イルマ・リディア・オルテガ・バジェシジョ（2020～2021年）
- ディエゴ・アレハンドロ・ダルトン・ロサレス（2021年～、信任状捧呈は3月10日[20]）